# Neuenbeken
Neuenbeken ist ein östlicher Stadtbezirk von Paderborn im Osten Nordrhein-Westfalens. Mit etwa 2366 Einwohnern ist es der zweitkleinste Stadtbezirk der Paderstadt. Bis 1974 war Neuenbeken eine eigenständige Gemeinde im Amt Altenbeken.

## Geografie
Neuenbeken liegt nordöstlich der Paderborner Kernstadt bei 51° 44′ Nord und 8° 51′ Ost im Norden der Paderborner Hochfläche am Westrand des Eggegebirges auf einer Höhe von 170 m ü. NN.
Naturräumlich gehört Neuenbeken mit Benhausen zu den Borchener Platten der Paderborner Hochfläche
im oberen Weserbergland. Im Osten grenzt dieser Naturraum an die Marienloher Schotterebene der Hellwegbörden in der Westfälischen Bucht.
Durch das Dorf fließt die Beke, die von Altenbeken kommend bei Marienloh in die Lippe einmündet.

### Ausdehnung der Ortschaft
Neuenbeken umfasst eine Fläche von 14,85 km². Die Nord-Süd-Ausdehnung und die West-Ost-Ausdehnung betragen je etwa 5 km. Der höchste Punkt im Paderborner Stadtgebiet mit 347 m ü. NN liegt im Osten der Ortschaft Neuenbeken.

### Nachbarorte
Im Norden beginnend im Uhrzeigersinn grenzen an Neuenbeken die Stadt Bad Lippspringe, die Gemeinde Altenbeken und die Paderborner Stadtbezirke Dahl, Benhausen und Marienloh.

## Geschichte

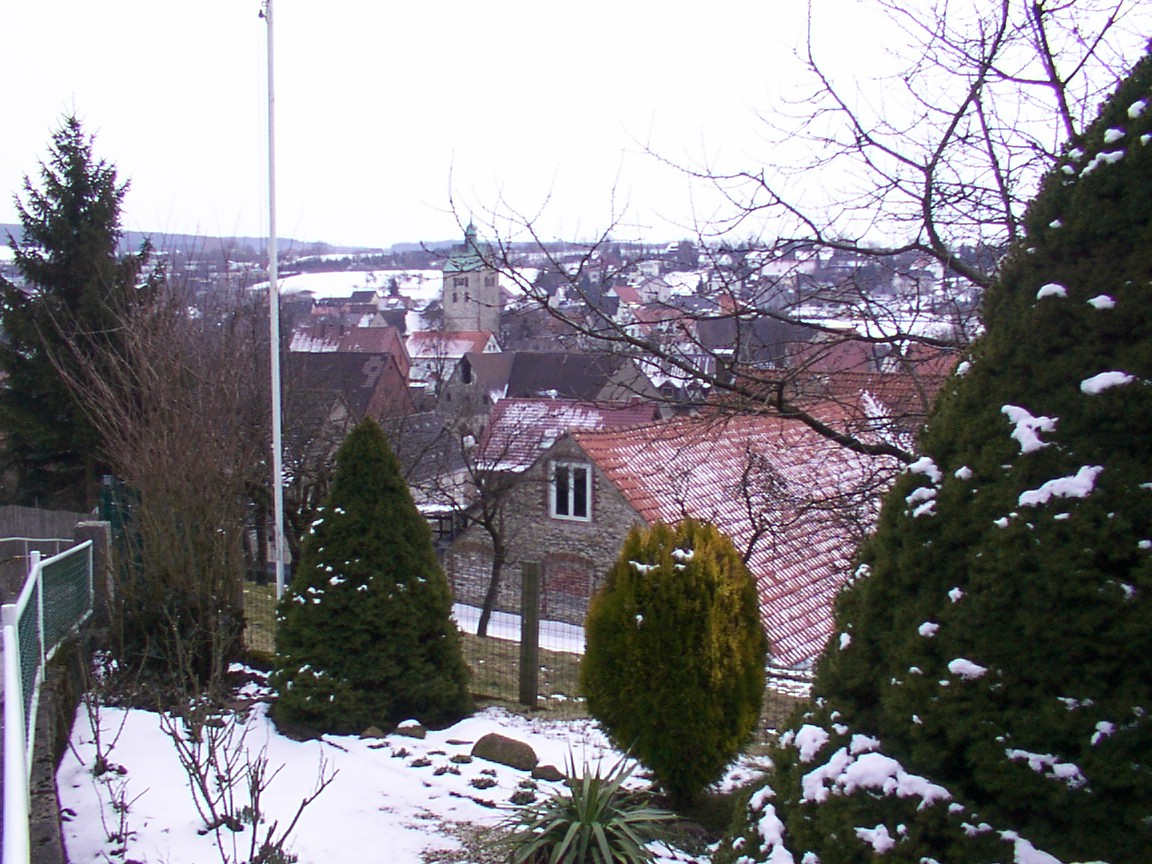
Blick auf Neuenbeken

Die Bachlandschaft „Beken“ erstreckt sich nicht nur über die Bachaue der Beke, die zwei Dörfern ihren Namen gab, sondern auch zu beiden Seiten der Flussufer hinweg in das Hinterland. Der Raum Beken war schon zu mittel- und jungsteinzeitlicher Zeit besiedelt. Es fanden sich unweit des Dorfes Neuenbeken mehrere Steinkistengräber. Um Christi Geburt siedelten in diesem Gebiet die Cherusker. Grabungsfunde brachten Siedlungsspuren aus spätrömischer Kaiserzeit (4. Jh.) zu Tage.
Die erste schriftliche Erwähnung findet in den sogenannten „Corveyer Traditionen“ statt. In diesen Schriften ist eine Güterübertragung von einem sächsischen Grafen Bevo an das im Jahre 822 gegründete Kloster Corvey zu finden:
„Tradidit bevo comes hoc concabiavit in Bechina a fratibus, heriditatem videlicet Heluconis, similiterque totum quod habuit in loco qui dicitur Ultra Haghon ea conditione, ut ...“
„Graf Bevo hat das übertragen, was er von den Brüdern in Beken eingetauscht hat, nämlich auch die Erbschaft des Heluco, ebenso alles, was er in dem Ort, der Oberhagen genannt wird besessen hat, unter der Bedingung, dass ...“
Im Jahre 855 wird Graf Bevo in den Fuldaer Totenannalen als verstorben gemeldet. Abt Warin I., unter welchem die Schenkung erfolgte, verstarb 856. Die der Übertragung nachfolgende Tradition ist die erste, in der der Name des Abtes Adalger, Nachfolger Warins, genannt wird. Für die Übertragung, die ohne Datum überliefert ist, darf also das Jahr 855 als Schenkungsjahr angenommen werden.
Im Jahre 1036 stattete der Paderborner Bischof Meinwerk das zu Ehren der Apostel Petrus und Paulus geweihte Kanonikerstift Busdorf mit dem „Zehnten“ einer Reihe von Höfen aus, welche Eigentum des Hochstiftes waren. Nach Enenhus, Sutheim und Nigenhus werden in der Busdorf-Urkunde „Bekinun et IV vorewerc ad eam pertinentes: Henghi, Elinere, Brochusen und Asseln“, also der Haupthof zu Beken mit vier Vorwerken, genannt.
Der ehemalige Haupthof erstreckte sich über das Gebiet des alten Dorfzentrums von Neuenbeken und bestand wahrscheinlich aus einem Herrenhaus, mehreren Wirtschaftsgebäuden, Gesindehäusern, Werkstätten und Scheunen. Die kleine Kirche aus dem 9. oder 10. Jh. stand, durch Ausgrabungen gesichert, an der Stelle der heutigen. Aus diesem bischöflichen Gutshof entwickelte sich das Dorf Beken, welches seit etwa dem 15. Jahrhundert als Neuenbeken in Erscheinung tritt.
Um 1200: Beken vergrößerte sich und die Kirche (heute:St. Marien (Neuenbeken)) wurde neugebaut. Ein Pfarrer zu Beken wird erstmals 1210 erwähnt.
Um 1300: Der Gogreve (Landrichter) Gobelinus wird als Herr von Beken erwähnt. Bis ca. 1700 war Neuenbeken Gerichtsbezirk des Neuhausischen Amtsgerichts.
Vor 1400: Die aus den Vorwerken entstandenen Höfe werden wüst (aufgegeben).
1444: Beken wird an die von Westphalen zu Dedinghausen verpfändet.
1453: Beken wird in einer Fehde mit dem Erzbischof von Köln zerstört.
1802 verliert das Hochstift Paderborn mit der Inbesitznahme durch Preußen seine staatliche Selbständigkeit. In Preußen gehört Neuenbeken zum Unterwaldischen Kreis. Von 1807 bis 1813 gehört Neuenbeken zum Kanton Lippspringe im Departement der Fulda des Königreichs Westphalen. Nach der napoleonischen Niederlage fällt Neuenbeken 1813 an Preußen zurück, wird 1815 in die neue Provinz Westfalen eingegliedert und kommt durch Erlass der Königlichen Regierung in Minden 1816 zum neuen Kreis Paderborn. Im Kreis Paderborn gehört Neuenbeken zum Amt Lippspringe.
1921 wird Lippspringe aus dem Amt Lippspringe gelöst und der dortige Amtssitz nach Altenbeken verlegt. Daraufhin erhält das Amt Lippspringe den Namen „Amt Altenbeken“.
Im Rahmen der nordrhein-westfälischen Gebietsreform wurde der größte Teil der bis dahin eigenständigen und dem Amt Altenbeken angehörigen Gemeinde zum 1. Januar 1975 mit dem „Gesetz zur Neugliederung der Gemeinden und Kreise des Neugliederungsraumes Sauerland/Paderborn (Sauerland/Paderborn-Gesetz)“ vom 5. November 1974 mit der Stadt Paderborn und den Gemeinden Benhausen, Dahl, Elsen, Sande und Schloss Neuhaus zur neuen Stadt Paderborn zusammengeschlossen. Ein kleiner Teil des ehemaligen Gemeindegebiets wurde in die Gemeinde Altenbeken eingegliedert.

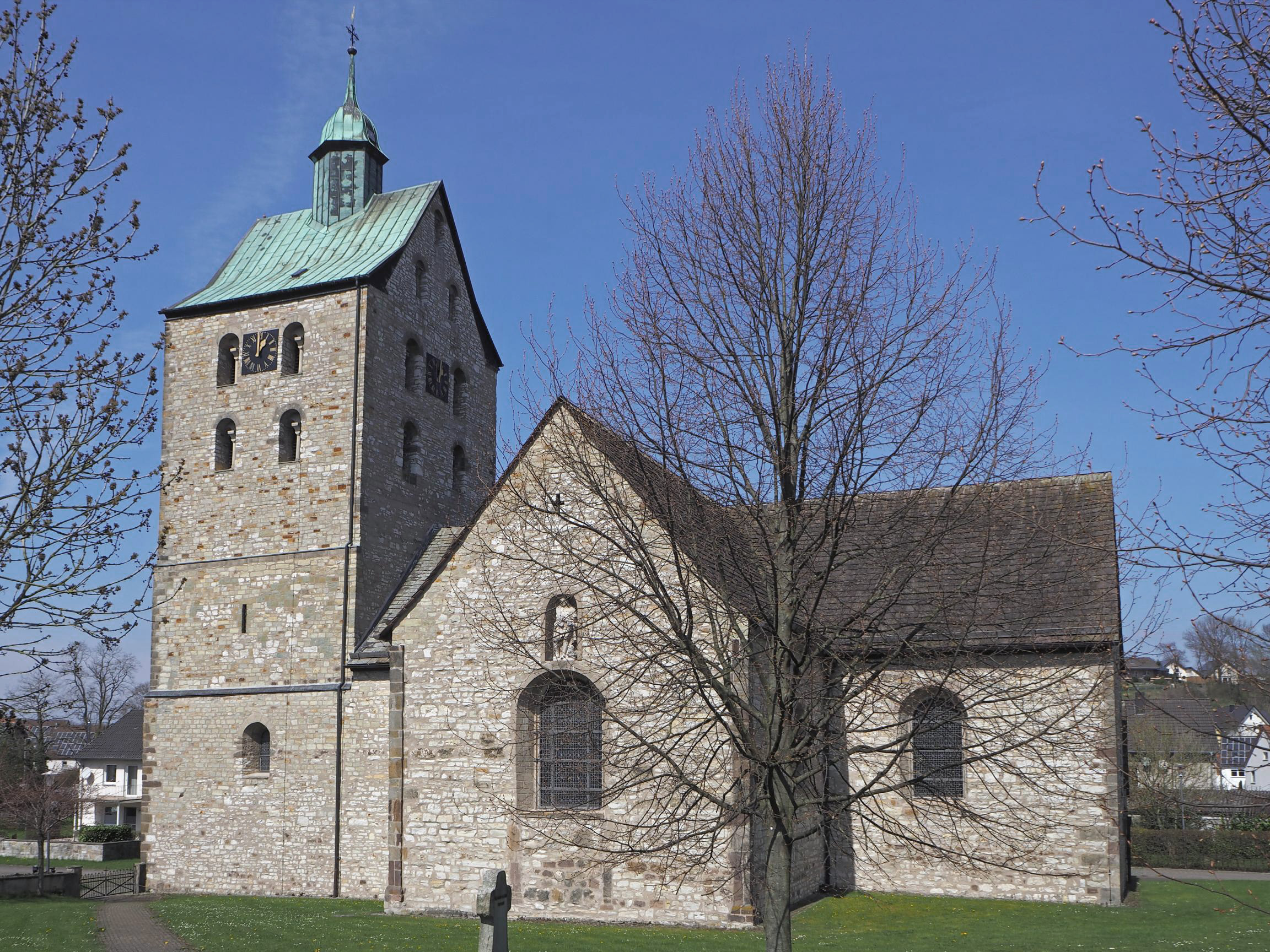
Kath. Kirche St. Marien

### Religionen

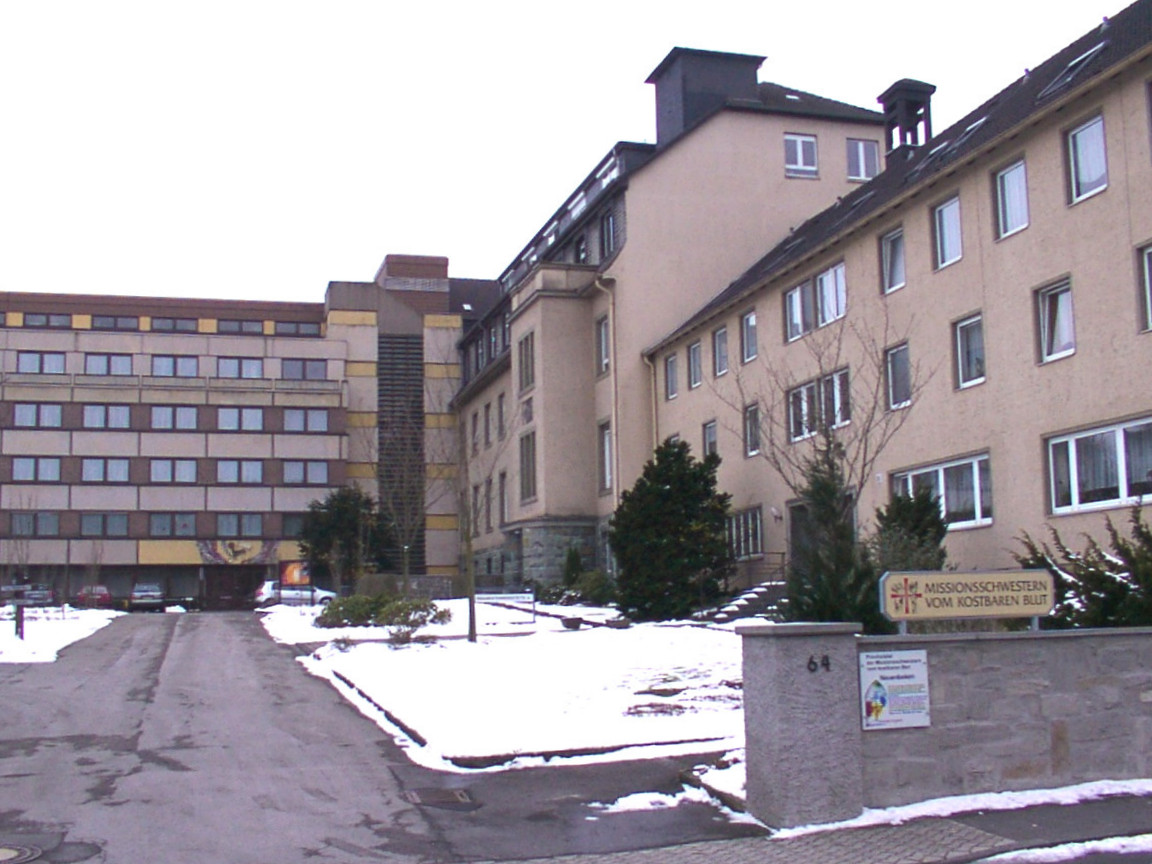
Kloster der Missionsschwestern vom Kostbaren Blut

Wie alle Orte des ehemaligen Hochstifts Paderborn hat auch Neuenbeken eine mehrheitlich katholische Bevölkerung. Für diese gibt es die Kirchengemeinde St. Marien im Dekanat Paderborn der Seelsorgeregion Hochstift im Erzbistum Paderborn.
In Neuenbeken befindet sich ein katholisches Frauenkloster, das Provinzialat der Missionsschwestern vom Kostbaren Blut.
Die Lutheraner in Neuenbeken gehören zur evangelischen Kirchengemeinde Bad Lippspringe im Kirchenkreis Paderborn der Evangelischen Kirche von Westfalen.

### Einwohnerentwicklung
| Jahr            | Einwohner |
| --------------- | --------- |
| 1950 (13. Sep.) | 1426      |
| 1961 (6. Juni)  | 1428      |
| 1970 (27. Mai)  | 1552      |
| 1974 (30. Juni) | 1695      |
| 2005 (31. Dez.) | 2439      |
| 2006 (31. Juli) | 2439      |
| 2011 (31. Dez.) | 2297      |
| 2013 (31. Dez.) | 2284      |
| 2014 (28. Feb.) | 2304      |
| 2023 (28. Feb.) | 2366      |

## Politik

### Ortsvorsteher
- Sascha Pöppe  (FDP) Ortsvorsteher und Ratsmitglied

## Verkehr
Der Bahnhof Neuenbeken lag an der Bahnstrecke Hamm–Warburg. Zum 1. Juni 1968 wurde er aufgelöst.